# Parasoll

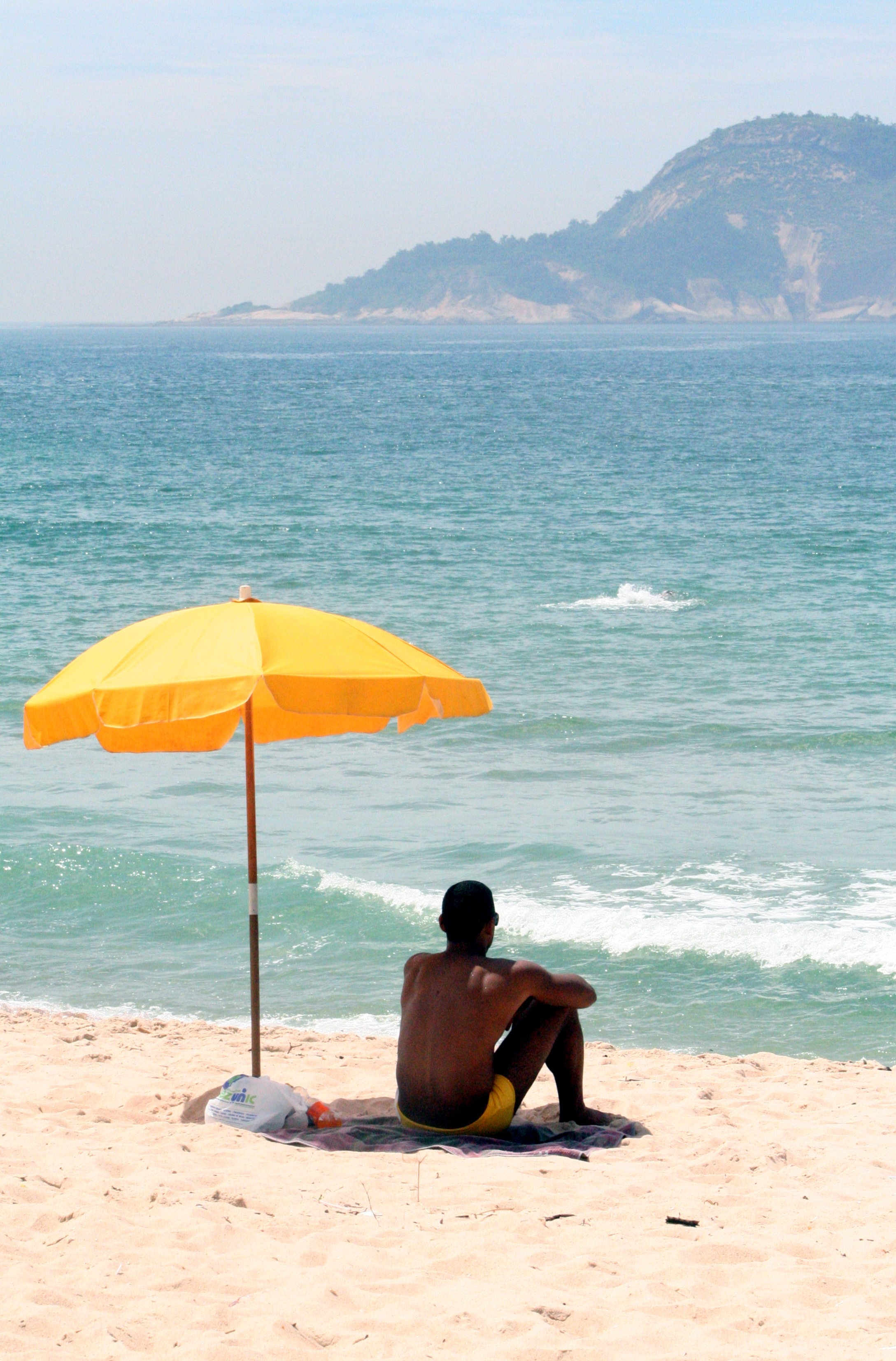
En man som sitter i skuggan av ett parasoll på en av Brasiliens stränder.

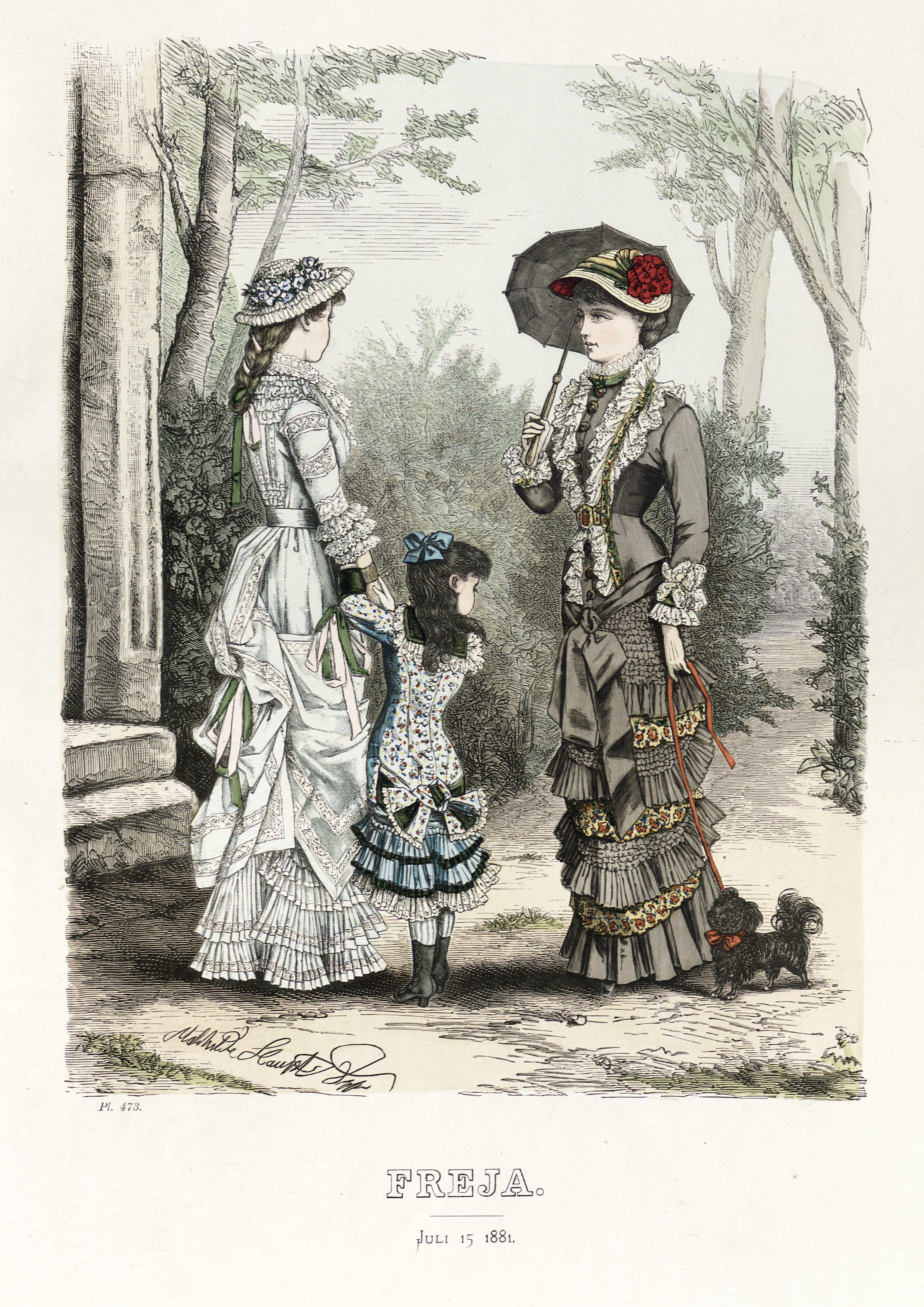
Kvinna med parasoll. Ur Freja: illustrerad skandinavisk modetidning 1881.

Parasoll (ursprungligen av de latinska orden parare, avvärja, och sole, sol) är ett solskydd som vanligtvis liknar ett stort och robust paraply. Parasoll används på stranden under sol- och badsäsong och på uteserveringar, där det även fungerar som regnskydd. Parasoll brukar fästas i marken eller i en fot som kan vara vatten- eller sandfylld.
I Orienten var det under forntiden en värdighetssymbol som hölls över förnäma personer. Det hopfällbara parasollet infördes i Europa under 1600-talet.
En äldre form av parasoll kallades en-tout-cas.
Ordet "parasoll" kan beläggas i svenska språket sedan 1637. Ordet kommer från franskans "parasol" med samma betydelse.